# Gabriela (песня Katseye)
«Gabriela» — песня американской поп-группы Katseye. Она была выпущена 20 июня 2025 года на лейблах Hybe UMG и Geffen Records в качестве второго сингла для их предстоящего мини-альбома Beautiful Chaos.
В видео появляется американская актриса Джессика Альба.

## Предыстория и релиз
После успеха «Gnarly», первого сингла группы, попавшего в чарт Billboard Hot 100, Katseye анонсировали свой второй мини-альбом Beautiful Chaos 7 мая 2025 года. Трек-лист мини-альбома был опубликован в конце мая, и «Gabriela» вошла в число пяти его треков. 16 июня Katseye выпустили тизеры «Gabriela» и ее музыкального клипа, подтвердив, что это будет второй сингл с Beautiful Chaos. «Gabriela» была выпущена на стриминговых сервисах 20 июня вместе с ее музыкальным клипом. Ранее песня была предложена Анитте и Рите Оре, которые обе записали свои версии в 2017 году.

## Композиция
Текст песни «Gabriela» был написан Эндрю Уоттом, Джоном Райаном, Али Тампоси, Шарлоттой Эйтчисон и Сарой Шелл, а Уотт и Райан также спродюсировали песню. Это поп-песня в стиле R&B, вдохновленная латиноамериканскими мотивами, в которой Даниэла поет куплет на испанском языке фальцетом. В тексте песни исследуются чувства потери возлюбленного из-за кого-то другого, и многие критики описывают ее как современную, или Поколения Z, «Jolene».

## Отзывы
«Gabriela» была избрана читателями журнала Billboard в качестве лучшей новой песни недели в дату от 22 июня.

## Музыкальное видео
Музыкальное видео, снятое Эндрю Томасом Хуангом, было выпущено в тот же день, что и сингл. Было выпущено два тизера, 17 и 18 июня. В видео представлены шесть участниц с объемными прическами в стиле теленовеллы, а также в нем появляется американская актриса Джессика Альба. Альба открывает видео, выступая в роли генерального директора «Gabriela Enterprises», которая уходит в отставку и выбирает себе замену из шести участниц Katseye. Участники дерутся друг с другом физически, саботируют свадьбу и появляются в вымышленном ток-шоу.

## Участники записи
По данным сервиса Melon.
Местоположение
- Сведено в MixStar Studios, Вирджиния-Бич

Авторы и персонал
- Katseye — вокал
- Andrew Watt — продюсер, тексты песен, бас, акустическая гитара, электрогитара, клавишные, бэк-вокал
- John Ryan — продюсер, тексты песен, бас, акустическая гитара, электрогитара, клавишные, барабаны, программирование
- Ali Tamposi — тексты песен, бэк-вокал
- Шарлотта Эйтчисон — тексты песен
- Sara Schell — тексты песен
- Bart Schoudel — вокальная инженерия
- Paul LaMalfa — инженер
- David Rodriguez — инженер
- Marco Sonzini — дополнительный инженер
- Serban Ghenea — сведение
- Bryce Bordone — сведение (ассистент)
- Mike Bozzi — мастеринг

## Чарты

### Еженедельные чарты
| Чарт (2025)                        | Высшая позиция |
| ---------------------------------- | -------------- |
| Австралия New Music Singles (ARIA) | 15             |
| Австралия (ARIA)                   | 55             |
| Канада (Canadian Hot 100)          | 57             |
| Мир (Global 200, Billboard)        | 30             |
| Ирландия (IRMA)                    | 74             |
| Новая Зеландия (Recorded Music NZ) | 28             |
| Сингапур (RIAS)                    | 5              |
| Республика Корея Download (Circle) | 126            |
| Великобритания (OCC UK Singles)    | 42             |
| США (Billboard Hot 100)            | 94             |